# Prédio na rua Sete de Setembro, n.º 34
O Prédio n. 34 na Rua Sete de Setembro é uma edificação localizada em Cachoeira, município do estado brasileiro da Bahia. Foi é um sobrado tombado pelo Instituto do Patrimônio Histórico e Artístico Nacional (IPHAN) em 1941, através do processo de número 201 e casa natal de Augusto Teixeira de Freitas.
Atualmente funciona no endereço o Posto da Polícia Militar, o Conselho Tutelar e o Arquivo Público de Cachoeira.

## Arquitetura
Há informações que a construção do prédio seja de 1795. Sabe-se porém, que a 19 de janeiro de 1816 nasce no imóvel o jurista Augusto Teixeira de Freitas, autor da “Consolidação das Leis Civis”. O edifício é uma reconstrução de 1962 para a instalação do Fórum, em virtude do pavimento ter ruído. Edifício de planta trapezoidal, acompanhando toda a extensão do lote. Possui três pavimentos, sua distribuição espacial interna sofreu alterações, permanecendo apenas a circulação lateral.
Foi tombado pelo IPHAN em 1941, recebendo tombo histórico (Inscrição 163/1941).